# ニュージャージー州会議事堂

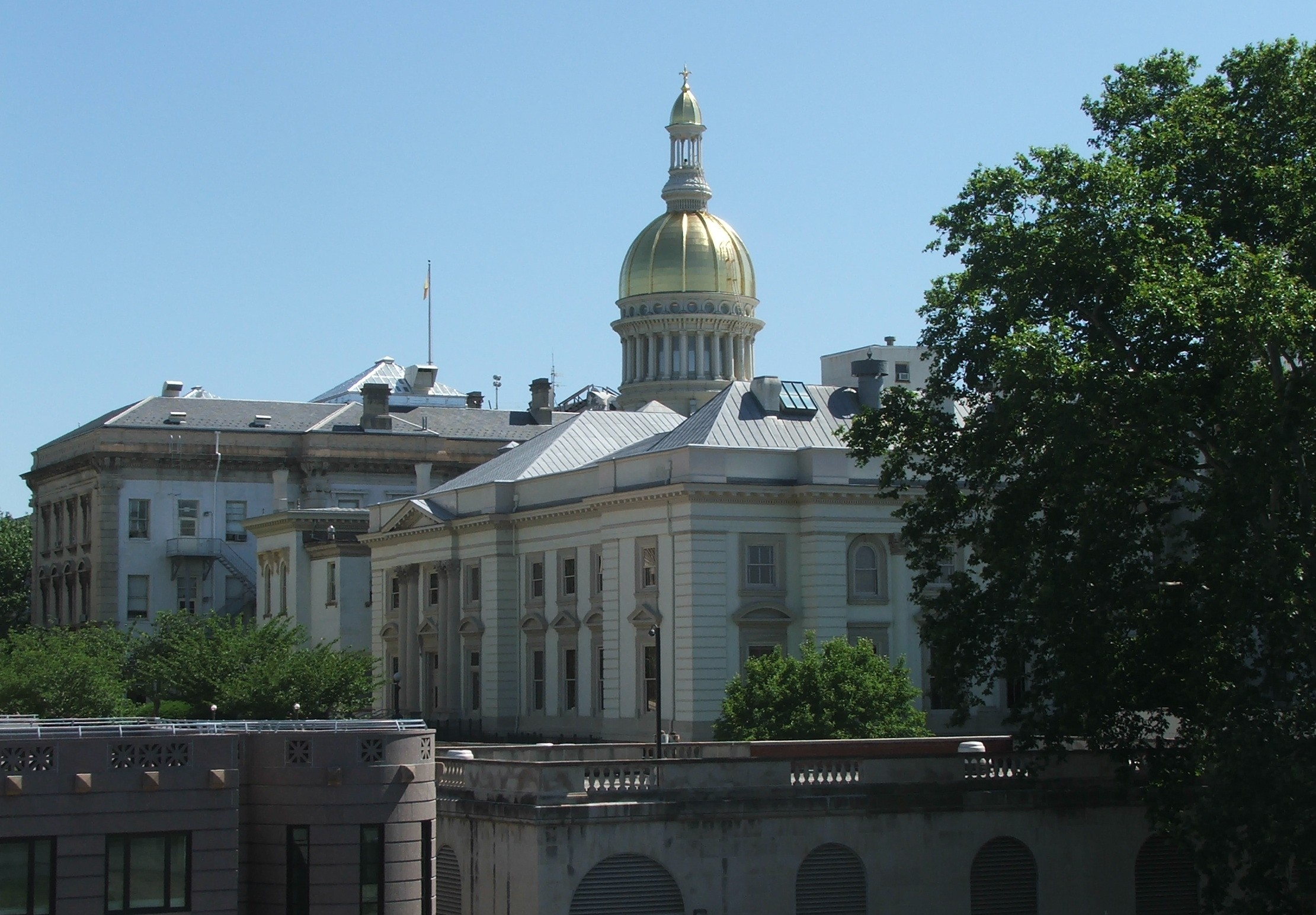
ニュージャージー州会議事堂

ニュージャージー州会議事堂（ニュージャージーしゅうかいぎじどう、New Jersey State House）は、アメリカ合衆国ニュージャージー州の州都トレントンに立地する同州議会の議事堂。メリーランド州アナポリスのメリーランド州会議事堂に次いで、州の立法機関の庁舎としては全米で2番目に長い歴史を持っている。議事堂にはニュージャージー州議会の上下両院の本会議場のほか、ニュージャージー州知事室や、州政府の各種機関の事務所も置かれている。
庁舎は上から見るとアルファベットのHの形をしており、Hの横棒にあたる部分に金色のドームが置かれている。庁舎のウイングはデラウェア川に向かって、西へ長く延びている。庁舎の後方には、建築物として不釣合いな構造で増築されたウイングがあったが、後にもとのウイングと合うように改修された。1792年に建てられたもともとの庁舎の部分には、州知事室が設けられている。
他州の多くの議事堂とは異なり、ニュージャージー州会議事堂の敷地は公園のように設計されてはおらず、トレントンの都心部、ステート・ストリート歴史地区の一画に建てられている。また、議事堂の周辺には州の各種機関の庁舎が建ち並んでいる。そのため、正面のステート・ストリート側からは庁舎の全体像はあまりよく見えず、逆にデラウェア川の対岸、ペンシルベニア州側から望んだほうが庁舎の眺めがよい。

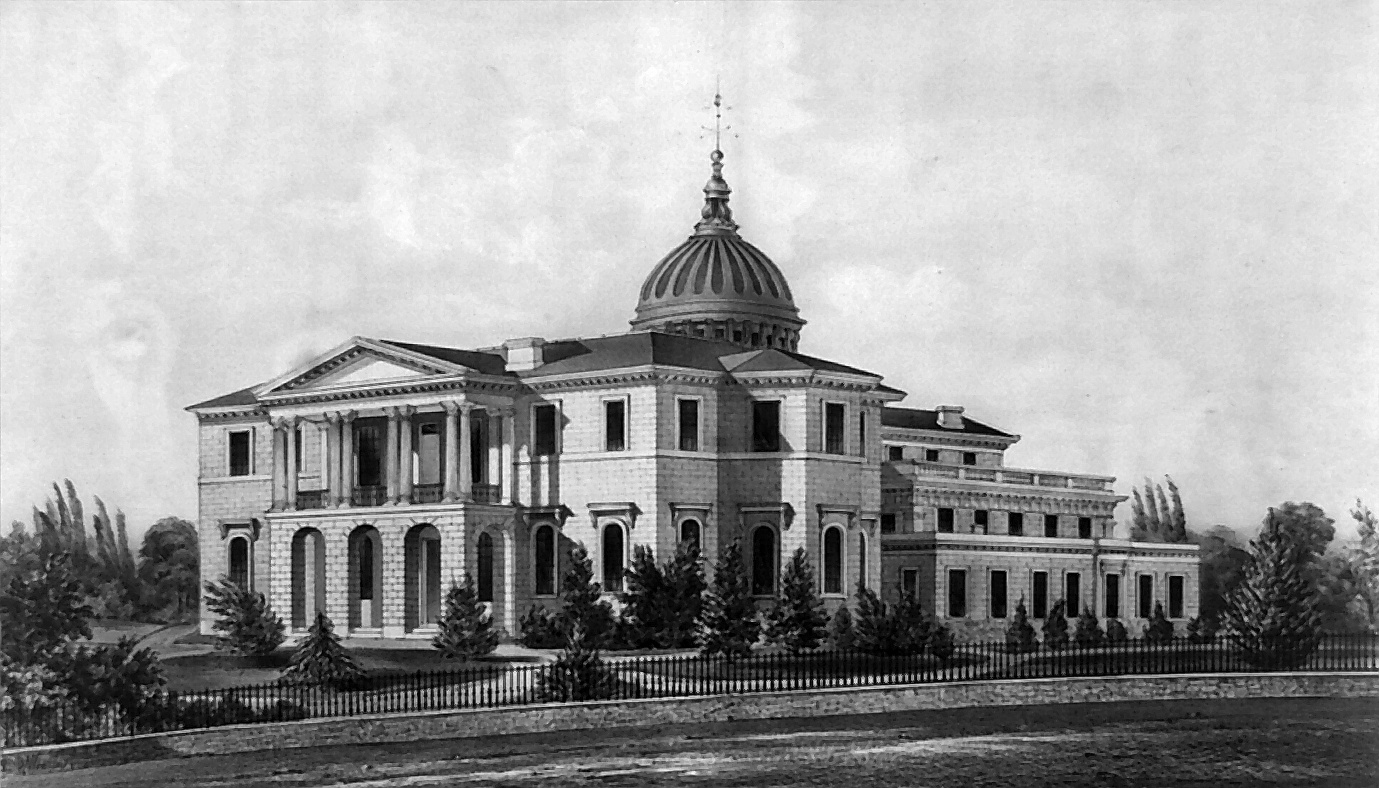
ニュージャージー州会議事堂（1846年）

庁舎の建設は1790年にパースアンボイ（ニューヨーク・スタテンアイランドの対岸）からトレントンに州都が移されてから2年後、1792年に始まった。この庁舎の設計にはフィラデルフィアに本拠を置く建築家、ジョナサン・ドアンが携わった。その後、1845年にはフィラデルフィアの建築家であるジョン・ノットマンが設計した北側の事務所用のウイングが、また1871年には同じくフィラデルフィアの建築家であるサミュエル・スローンが設計した新しいウイングが増築された。1885年3月21日に起きた火災によって庁舎のステート・ストリート側が焼失した後には、ジャージーシティの建築家ルイス・ブルームが庁舎の再設計に関わった。その後、州内のマーチャントビル（カムデンの東隣）の建築家アーノルド・モーゼスは、庁舎をアメリカン・ルネサンス様式に再設計した。
庁舎は1911年に現在の規模になった。その後は、1950年に主回廊の近代化が行われたほかには、しばらくは大きな改築はなされなかった。1960年には庁舎の最も古い部分を近代的に設計しなおす計画が立案されたが、実施はされなかった。しかし1987年、州議会の使用部分の修復と、庁舎に起きていたいくつかの問題点の改善のため、議事堂に大がかりな改修がなされた。この改修にあたっては、Dimes for the Domeと呼ばれる募金活動が行われた。州内のミルバーン（ニューアークの西約10km）に立地するある学校は、庁舎のドームに貼られる金箔用に2,000ドルを超える額を寄付した。